# Gustaf Sandström (operasångare)
Gustaf Sandström, född den 7 juni 1826 i Linköping, död den 20 augusti 1875 i Stockholm, var en svensk operasångare (basbaryton), verksam vid Kungliga Teatern mellan 1853 och 1875.
Sandström var son till organisten Nils Peter Sandström och Christina Maria Rosengren, och bror till kompositören Carl Israel Sandström. Efter att ha genomgått Linköpings trivialskola och gymnasium kom han till Anders Gustaf Wallins resande teatersällskap, där han var anställd åren 1845–1851 (i januari 1850 hade sällskapet övertagits – ”under öfverinseende och ledning”, som det stod på affischerna – av Oscar Andersson). Åren 1851–1852 utbildade han sig i sång hos Henrik Rung vid Det Kongelige Teater i Köpenhamn. Efter studierna tog han anställning vid ett danskt sångsällskap, med vilket han året därpå uppträdde i Kristiania. Sommaren 1853 uppträdde han åter hos Oscar Andersson, som då hade hyrt Humlegårdsteatern i Stockholm. Sandströms mäktiga röst väckte stort uppseende, bland annat i rollen som Titus Brandstock i Johann Nestroys sångfars Talismanen eller De bägge rödhåriga, vilket fick Kungliga Teaterns direktör, friherre Knut Filip Bonde, att erbjuda honom att debutera på den kungliga operascenen. Debuten ägde rum den 25 november 1853 som Miller i Nürnbergerdockan. Uppträdandet blev en stor framgång och Sandström blev anställd vid den kungliga scenen redan den 1 juli samma år, fastän han uppträdde på Humlegårdsteatern ända till och med september.
Under de 22 år han därefter var anställd vid den lyriska scenen utförde han en mängd större partier, bland annat Ashton i Lucia di Lammermoor, Plumkett i Martha, Jakob i Josef i Egypten, titelrollerna i Wilhelm Tell och Rigoletto, Greve Luna i Trubaduren, Karl V i Ernani, Bazil i Barberaren i Sevilla, Nelusko i Afrikanskan, Valentin i Faust, Capulet i Romeo och Julia, Ulf i Den bergtagna, Telramund i Lohengrin och Germont d.ä. i Den vilseförda.
Sandström uppträdde sista gången på scenen den 18 augusti 1875 som Valentin i Faust, och de sista ord han i denna roll yttrade, ”jag dör som käck soldat”, förebådade på ett kusligt sätt att han ett par dagar därefter, den 20 augusti, tog sitt liv med ett revolverskott efter att ha lidit av nedstämdhet och hypokondri.